# Palaeognathus succini
Palaeognathus succini là một loài bọ cánh cứng trong họ Lucanidae. Loài này được WAGA mô tả khoa học năm 1883.